# Plega dactylota
Plega dactylota is een insect uit de familie van de Mantispidae, die tot de orde netvleugeligen (Neuroptera) behoort. 
Plega dactylota is voor het eerst wetenschappelijk beschreven door Rehn in 1939.